# Bellinzona
Bellinzona (italienska) (italienskt uttal: [bellinˈtsoːna]

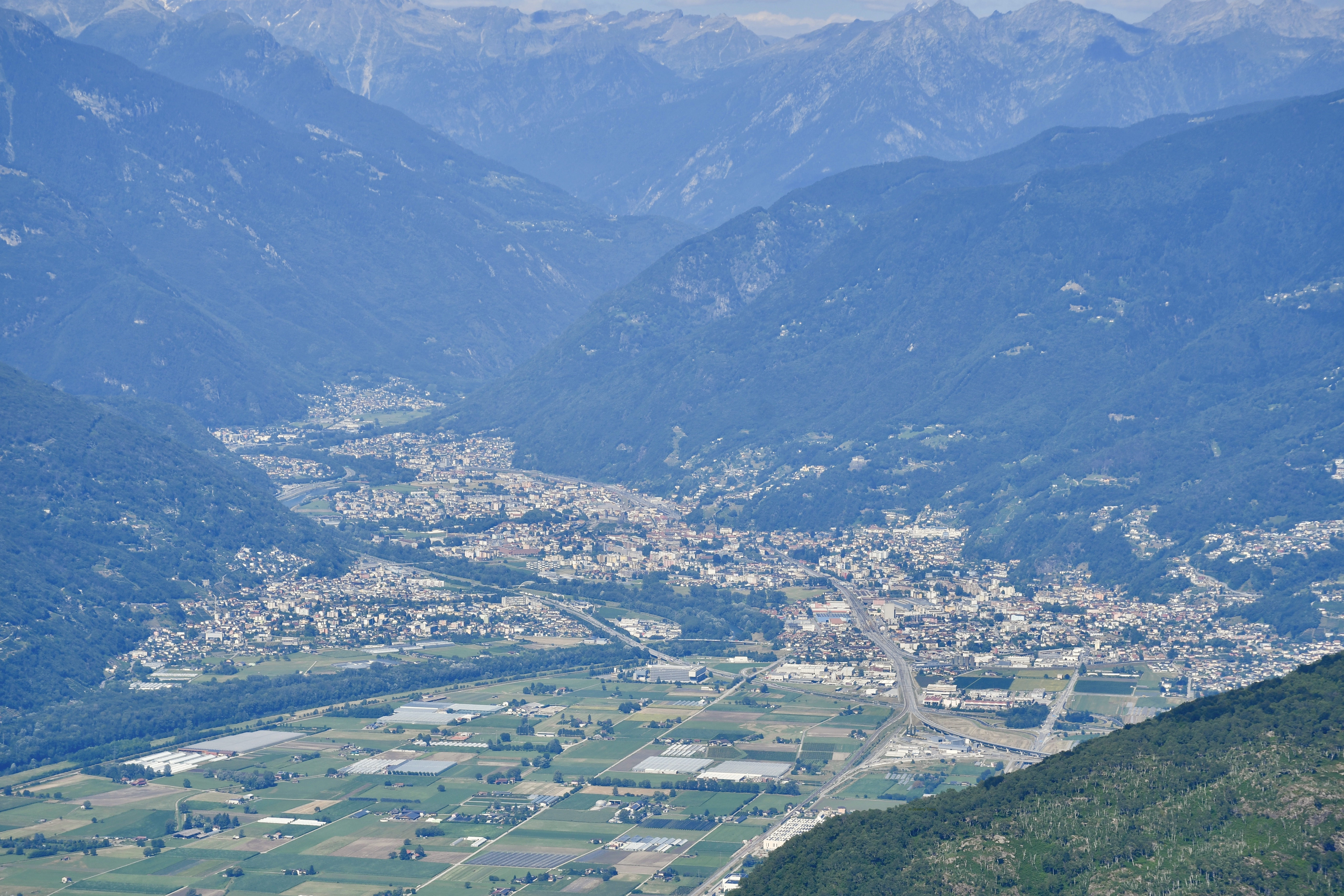
Vy över Bellinzona.

 ( lyssna), franska: Bellinzone [bɛlɛ̃zon], tyska: Bellenz [ˈbɛlɛnts], äldre rätoromanskt namn: Blizuna [bliˈtsuːnə]
 ( lyssna)) är en stad och kommun i kantonen Ticino i södra Schweiz. Den är kantonens huvudort. Bellinzona är känt för sina tre medeltida borgar, Castelgrande, Montebello och Sasso Corbaro, vilka sedan år 2000 är upptagna på Unescos världsarvslista.
Kommunen har 44 743 invånare (2023).

## Indelning
Den 2 april 2017 inkorporerades tolv kommuner i Bellinzona och kommunen växte därmed från cirka 19 000 invånare till cirka 42 000 invånare. De tidigare kommunerna utgör numera kommundelar, Quartiere.
| Vapen         | Namn          | Invånare 31.12.2018 | Yta i km² |
| ------------- | ------------- | ------------------- | --------- |
| Bellinzona    | Bellinzona    | 18842               | 19,1      |
| Camorino      | Camorino      | 2908                | 8,3       |
| Claro         | Claro         | 3009                | 21,2      |
| Giubiasco     | Giubiasco     | 8782                | 6,2       |
| Gnosca        | Gnosca        | 783                 | 7,5       |
| Gorduno       | Gorduno       | 829                 | 9,2       |
| Gudo          | Gudo          | 865                 | 9,9       |
| Moleno        | Moleno        | 127                 | 7,5       |
| Monte Carasso | Monte Carasso | 2903                | 9,6       |
| Pianezzo      | Pianezzo      | 601                 | 8,0       |
| Preonzo       | Preonzo       | 637                 | 16,0      |
| Sant'Antonio  | Sant’Antonio  | 241                 | 33,6      |
| Sementina     | Sementina     | 3349                | 8,2       |